# Tadeusz Adam Wasilewski
Tadeusz Adam Wasilewski (ur. 31 stycznia 1897, zm. 20 listopada 1964 w Londynie) – pułkownik dyplomowany piechoty Wojska Polskiego, kawaler Orderu Virtuti Militari.

## Życiorys
Urodził się 31 stycznia 1897 w Warszawie. Jego ojcem był Zygmunt Wasilewski, a matką Wanda z d. Karłowicz.
Był żołnierzem I Korpusu Polskiego gen. Dowbor-Muśnickiego. Po zakończeniu I wojny światowej został przyjęty do Wojska Polskiego. Został awansowany na stopień kapitana piechoty ze starszeństwem z dniem 1 czerwca 1919. W początkowych latach 20. był oficerem 22 pułku piechoty w Siedlcach. Odbył Kurs Normalny 1921–1923 (II promocja) w Wyższej Szkole Wojennej i uzyskał tytuł oficera dyplomowanego. W 1924 jako oficer Sztabu Generalnego i nadetatowy macierzystej pułku był przydzielony do Biura Ścisłej Rady Wojennej. W 1928 był przydzielony do Korpusu Ochrony Pogranicza. Został awansowany na stopień majora piechoty ze starszeństwem z dniem 1 stycznia 1929. W 1932 był oficerem 16 pułku piechoty w Tarnowie. Od 20 czerwca 1934 do 1 stycznia 1937 był szefem sztabu 27 Dywizji Piechoty w Kowlu. W tym czasie został awansowany na stopień podpułkownika. Od 1938 do 1939 pełnił funkcję attaché wojskowego w Belgradzie. 
W listopadzie 1939 został szefem odtworzonego w Paryżu Oddziału II Sztabu Generalnego Wojska Polskiego. Po zakończeniu II wojny światowej pozostał na emigracji w Wielkiej Brytanii w stopniu pułkownika. Był także historykiem i pisarzem. Współzałożyciel Kola Lwowian w Londynie. Zmarł 20 listopada 1964 w Londynie. Został pochowany na cmentarzu Elmers End.

## Ordery i odznaczenia
- Krzyż Srebrny Orderu Wojskowego Virtuti Militari nr 1637 (28 lutego 1921)[15][1]
- Krzyż Walecznych – trzykrotnie (przed 1923)[16]
- Medal Międzyaliancki (przed 1924)[16]
- odznaczenia polskie i zagraniczne[2]